# Knækpølse
Knækpølse er en tyk bayersk pølse.
Navnet kommer fra det tyske knackwurst, og ligesom det danske ord hentyder det til det "knæk", det giver, når pølsen spises. I Tyskland findes pølsen i adskillige meget forskellige lokale varianter, mens den danske betegnelse som oftest dækker over en tyk bayersk pølse, lavet af presset og røget hakket kød tilsat krydderier.
Pølsen serveres bl.a. i pølsevogne og fås med eller uden rød farve.
I 2002 oplevede knækpølsen en moderat succes på det koreanske marked, idet den koreanske fastfood kæde Uni-Steff begyndte at sælge danske pølser i filialerne, og knækpølsen viste sig at være den mest populære af pølserne blandt koreanerne.